# Hydroxylamin
Hydroxylamin là một hợp chất hóa học vô cơ không màu, tinh thể, lần đầu tiên được tổng hợp bởi Cornelis Adriaan lobry van Troostenburg de Bruyn có công thức là NH2OH.

## Tổng hợp
Hydroxylamin có thể điều chế bằng cách khử các trạng thái oxy hóa của nitơ (NO, NO2−, NO3−) với hydro, axit sunfurơ hoặc điện. Về mặt kỹ thuật, nó được sản xuất bằng cách chuyển hỗn hợp nitơ oxit và hydro vào huyền phù axit sunfuric của chất xúc tác (palađi hoặc platin) trên than hoạt tính, hiệu suất đạt 90%.
{\displaystyle \mathrm {2\,NO+3\,H_{2}\rightarrow 2\,NH_{2}OH} }
Một phương pháp kỹ thuật khác là đưa lưu huỳnh dioxide vào dung dịch amoni nitrit trong axit sulfuric ở mức 0 đến 5 ℃. Điều này tạo ra điamoni hydroxylamin bis(sunfonat) N(SO3NH4)2OH, ở mức 100 ℃ từ từ tách thành hydroxylamin và hydrosunfat bằng nước. Với phương pháp này cũng vậy, năng suất đạt khoảng 90%.
Một phương pháp kỹ thuật khác là khử axit nitric trong axit sunfuric 50%.
{\displaystyle \mathrm {HNO_{3}+6\,H^{+}+6\,e^{-}\rightarrow NH_{2}OH+2\,H_{2}O} }

## Phản ứng
Trong trường hợp không có không khí, hydroxylamin có thể được giữ trong vài tuần. Trong dung dịch nước, nó khá ổn định với việc loại trừ không khí. Với sự hiện diện của oxy trong khí quyển, hydroxylamin bị phân hủy rất nhanh, cả dưới dạng chất nguyên chất và trong dung dịch, trên 70 ℃ phát nổ. Ngay cả các dung dịch cũng có thể bùng nổ dữ dội, như tai nạn ở Nhật Bản và Hoa Kỳ đã cho thấy.
{\displaystyle \mathrm {3NH_{2}OH\rightarrow NH_{3}+N_{2}+3H_{2}O} }
Do tính không ổn định của nó, hydroxylamin chủ yếu được chứa trong muối của nó (ví dụ hydroxylamin hydro chloride, hydroxylamoni sunfat).
Sự nóng chảy và nhiệt độ sôi của hydroxylamin ở mức nhiệt độ tương đối thấp có thể do một liên kết hydro, mặt khác do một phần tautomerization với oxit amin, các ion điện tích electron. Ngoài ra, hydroxylamin dễ dàng hoạt động như một chất lưỡng tính.

## Tác dụng gây đột biến
Hydroxylamin chuyển đổi cytosin thành uracil bằng cách thủy phân. Trái ngược với cytosin, cặp uracil với adenin, do đó, cặp cơ sở CG chuyển đổi thành TA sau hai lần sao chép. Tuy nhiên, vì uracil không xuất hiện trong DNA, các lỗi như vậy dễ dàng được nhận ra và sửa chữa.

## Sử dụng
Hầu hết hydroxylamin được sản xuất công nghiệp được chuyển đổi thành oxit với aldehyd hoặc xeton. 97% hydroxylamin được sản xuất hàng năm trên thế giới được sử dụng để thu cyclohexanon oxim từ cyclohexanon, được chuyển đổi thành nylon 6 thông qua caprolactam (xem sắp xếp lại Beckmann). Nó cũng được sử dụng trong sắp xếp lại Neber.